# Бахрушин, Александр Михайлович
Александр Михайлович Бахрушин (август 1900, Зарайск, Рязанская губерния — 8 сентября 1937) — советский военный деятель, комдив, командующий ВВС Киевского военного округа.

## Биография
Родился в августе 1900 года в городе Зарайске Рязанской губернии. Из рабочих. Русский. Член ВКП(б) с 1919 года. В 1918 году окончил Зарайское реальное училище. Был избран секретарем Зарайского уездного комитета комсомола. В апреле 1918 года назначен председателем ЧК города Зарайска. Уже в августе 1918 года руководил раскрытием «контр-революционного заговора» в Зарайском уезде, а в ноябре руководил подавлением крестьянских выступлений в Григорьевской, Булыгинской и Ильицынской волостях Зарайского уезда Рязанской губернии.
Добровольно вступил в Красную армию в апреле 1919 г. Участник Гражданской войны, красноармеец отдельного коммунистического отряда, командир партизанского отряда до ноября 1919 года. С ноября 1919 года работал в губернской ЧК, а с января 1920 года возглавлял уездную ЧК. После Гражданской войны перешел на политическую работу в РККА.
Образование в РККА:
- дивизионная политическая школа (1922);
- курсы усовершенствования при авиационной школе в Ленинграде (1927).

После окончания дивизионной политшколы в 1922 году служил лектором политшколы, помощником начальника школы по учебной части. С августа 1922 года —
военком школы младшего комсостава. С 1923 года — начальник организационно-инструкторского отделения, помощник начальника и начальник организационной части политотдела 17-й стрелковой дивизии. С 1924 года — помощник начальника организационной части политотдела 13-го стрелкового корпуса, а с августа 1924 года — начальник политотдела 7-й отдельной кавалерийской бригады.
С мая 1926 года перешел в авиацию на должность комиссара ВВС Среднеазиатского военного округа. С октября 1926 года — старший летчик-наблюдатель 34-й авиаэскадрильи. В 1927 году окончил курсы усовершенствования при военной школе летчиков в Ленинграде. С октября 1927 года — начальник штаба 5-й авиабригады. В декабре 1928 года назначен командиром и комиссаром 30-го авиаотряда Украинского военного округа. С декабря 1930 года командир и комиссар 20-й авиаэскадрильи. В 1933—1937 годах — командир и комиссар 452-й смешанной, 256-й легко-штурмовой и 81-й штурмовой авиационных бригад. В мае 1937 года назначен командующим ВВС Киевского военного округа.
Арестован 3 июля 1937 года. 25 августа 1937 года Бахрушин внесён по «1-й категории» (к расстрелу) в сталинский «Список обвинённых по военно-троцкистской организации, подлежащих суду военной коллегии Верхсуда СССР» по Киевскому военному округу.
Военной коллегией Верховного Суда СССР 8 сентября 1937 года по обвинению в участии в военном заговоре приговорен к расстрелу. Приговор приведен в исполнение 8 сентября 1937 года. Определением Военной коллегии от 9 августа 1957 года реабилитирован.

## Звания
- комбриг (28.11.1935);
- комдив (21.05.1937).

## Награды
- Орден Красной Звезды (1932).